# Melchior Pudłowski

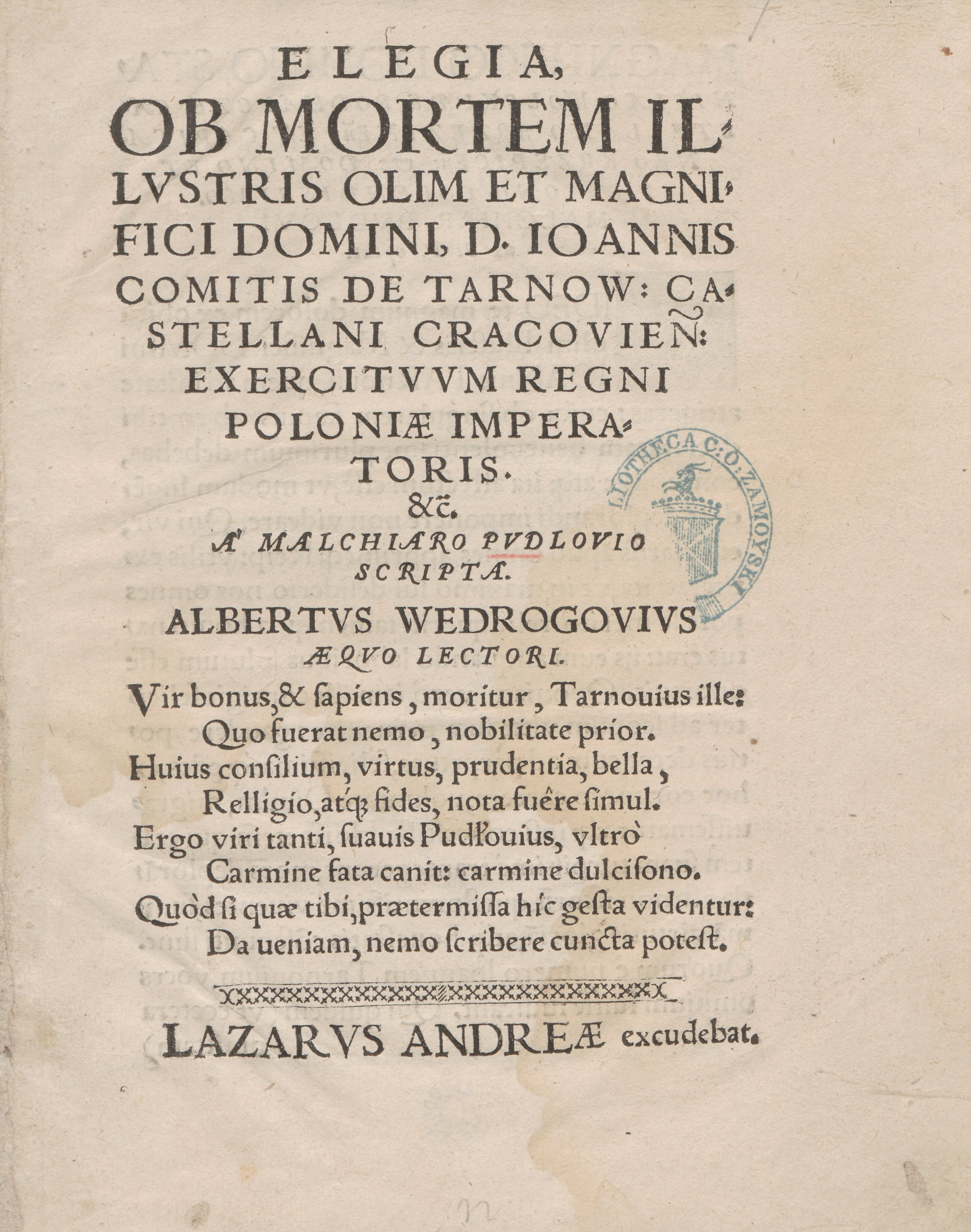
Elegia ob mortem d. Ioannis comitis de Tarnow 1561

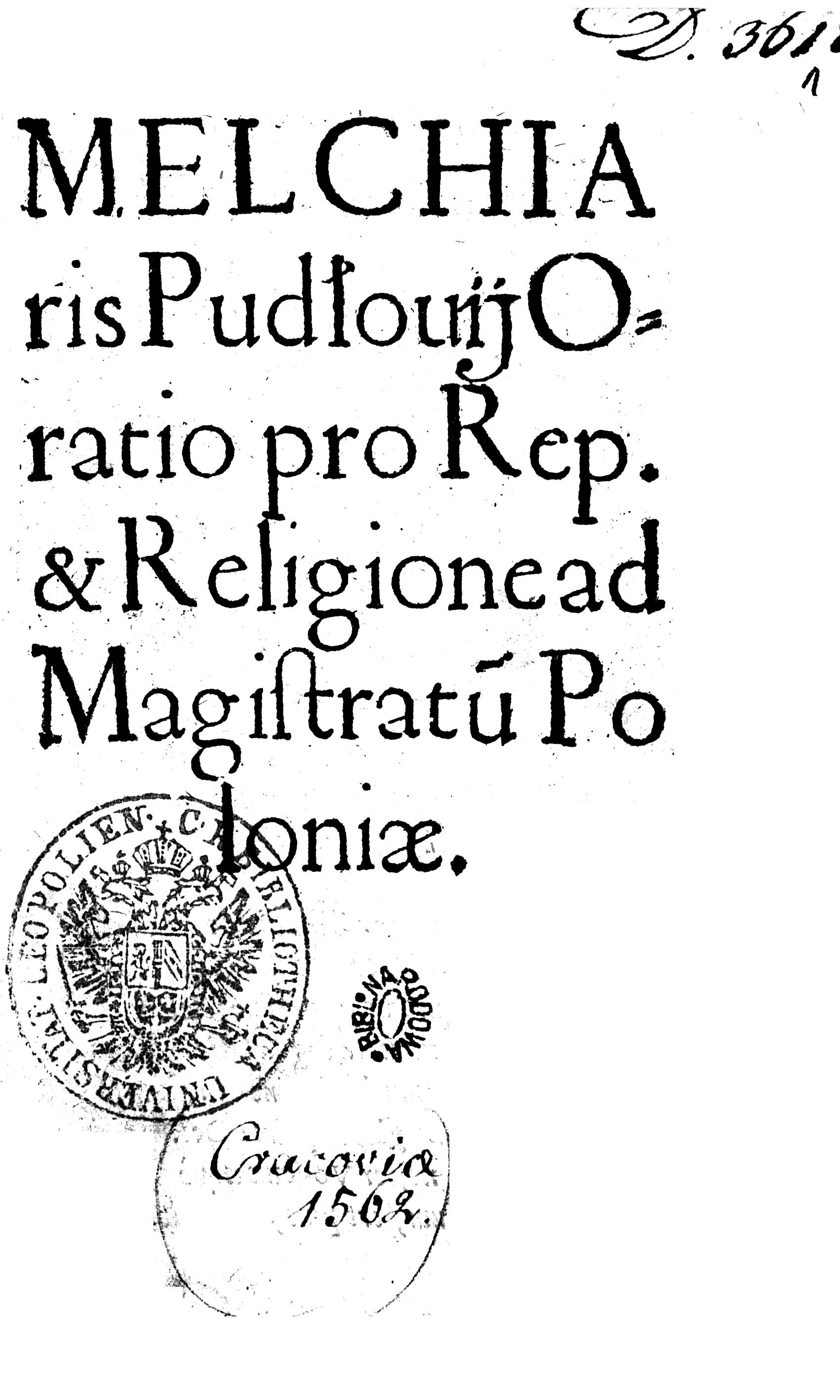
Oratio pro rep. et religione ad magistratum Poloniae 1562

Melchior (Malcher) Pudłowski, inna forma nazwiska: Malchiarus Pudlovius herbu Kościesza odmienna (ur. ok. 1539, zm. 1588) – sekretarz Stefana Batorego, polski poeta renesansowy, wójt krzepicki, sołtys w Zajączkach Mniejszych.

## Życiorys
Urodzony w sieradzkiem, syn Jana i Urszuli z Bogusławskich. Studiował w Uniwersytecie Krakowskim, wpisany został w poczet studentów w 1555 jako Malcher Joannis Pudlowski dioc. gnesn. (Melchior syn Jana, z diecezji gnieźnieńskiej); był uczniem Jakuba Górskiego. Melchior pozostawał wówczas w służbie Stanisława Wolskiego z Podhajec herbu Półkozic, kasztelana brzezińskiego, rawskiego, późniejszego marszałka nadwornego koronnego i jego brata, Mikołaja biskupa chełmskiego, a od 1562 kujawskiego.
Dzięki protekcji Wolskich wstąpił w roku 1562 (lub 1563) na dwór królewski, gdzie został sekretarzem królewskim. 15 grudnia 1565 król Zygmunt August przyznał mu dożywotnio pensję w wysokości 200 złotych polskich rocznie. Niebawem od Macieja Błeszczyńskiego wykupił wójtostwo w Krzepicach (za 700 złp.) i sołectwo w Zajączkach Mniejszych (za 400 złp.) W 1566 został jednym z opiekunów nieletnich dzieci Stanisława Wolskiego, a rok później król mianował go koegzekutorem testamentu Mikołaja Wolskiego. Bywał w otoczeniu króla na sejmach (potwierdzony pobyt w Lublinie w 1566 i Piotrkowie w 1567, zapewne 1580 w Warszawie).
Poseł na sejm 1582 roku z ziemi wieluńskiej.
W roku 1571 opuścił dwór królewski i poślubił Zofię z Balina Balińską herbu Jastrzębiec, a król w tymże roku przyznał jej prawo do dożywocia na trzymanych przez męża królewszczyznach w tenucie krzepickiej. Melchior zmarł w 1588. Z małżeństwa z Zofią Balińską zostawił synów: Kaspra, studenta Uniwersytetu Krakowskiego w 1589 i Melchiora (zm. 1617) studenta tamże w 1598, żonatego z Barbarą Prowanówną. Według Trepki miał jeszcze trzeciego syna Baltazara.

## Twórczość
W 1561 opublikował łacińską elegię na śmierć Jana Tarnowskiego. Temu poetyckiemu debiutowi patronował jego mistrz uniwersytecki, Wojciech Wędrogowski, który nie tylko wydał, ale i opatrzył pochwalnym epigramem debiut młodego poety. W tym samym roku w oficynie Łazarza Andrysowicza opublikował po polsku wierszowany Lament i napominanie Rzeczypospolitej Polskiej. Nominację swego protektora, Mikołaja biskupa chełmskiego, Pudłowski uczcił w roku 1562 łacińską mową Oratio pro Rep(ublica) et religione ad Magistratum Poloniae. Był miłośnikiem i naśladowcą twórczości Jana Kochanowskiego. Dał temu wyraz w opublikowanym w 1586 zbiorze Fraszek księga pierwsza. Przy tym Sen i Elegia polska. Ostatnim znanym utworem jest wierszowany romans Dydo, w którym wykorzystał wątki Eneidy Wergiliusza i Heroid Owidiusza, opublikowany pośmiertnie w 1600.
Wiersze Pudłowskiego nie przetrwały próby czasu, dzisiejsi literaturoznawcy uważają twórczość poetycką sekretarza królewskiego za odtwórczą i niewysokich lotów. Natomiast współczesny Pudłowskiemu, Bartosz Paprocki w swym pierwszym, wierszowanym herbarzu Gniazdo cnoty wydanym w 1578 nazwał Malchera człowiekiem uczonym. W wydanych sześć lat później monumentalnych Herbach rycerstwa polskiego pisał, że Malcher wieku mego był człowiekiem uczonym, w onym kraju Rzeczypospolitej dobrze zasłużonym.

### Ważniejsze utwory
- Elegia ob mortem... Joannis comitis de Tarnow, Kraków (1561), drukarnia Łazarz Andrysowic
- Lament i napominanie Rzeczypospolitej Polskiej, Kraków 1561, drukarnia Łazarz Andrysowic
- Oratio pro Rep(ublica) et religione ad Magistratum Poloniae (1562)
- Stanislao Orzechovio (oda), wyd. w: S. Orzechowski Chimaera, Kraków 1562; także Kolonia 1563
- Przedmowa do: J. Górski Commentariorum artis dialecticae libri decem, Lipsk 1563
- Fraszek księga pierwsza. Przy tym Sen i Elegia polska, Kraków 1586, drukarnia Łazarzowa (tu także Nagrobek Stanisławowi Grzepskiemu, przypisywany niegdyś mylnie J. Kochanowskiemu); Nagrobek... – przytoczył J. Brożek Żywot Stanisława Grzepskiego; przedr.: J. Sołtykowicz O stanie Akademii Krakowskiej, Kraków 1810, s. 294; w książce: J. Kochanowski Dzieła wszystkie. Wydanie pomnikowe, t. 2, Warszawa 1884, s. 437; J. Fijałek „Przekłady pism św. Grzegorza z Nazjanzu w Polsce. Wiadomość bibliograficzna i patrystyczna”, cz. 2, Polonia Sacra nr 3 (1919), s. 192–193; T. Kruszewska „Funeralna poezja J. Kochanowskiego na tle poetyki renesansowej”, Prace Literackie nr 1 (1956), Zeszyty Naukowe Uniwersytetu Wrocławskiego Bolesława Bieruta, seria A, nr 2, s. 182, przyp. 40; pojedyncze fraszki przedr.: J. Tuwim Cztery wieki fraszki polskiej, Warszawa 1937; także wyd. 2 Warszawa 1957; S. Czernik, J. Huszcza, J. Saloni Księgi humoru polskiego. Od Reja do Niemcewicza, Łódź 1958; J. Sokołowska „Poeci renesansu. Antologia”, Warszawa 1959, Biblioteka Poezji i Prozy

### Przekłady
- Dydo (poemat), 1600, przedr. S. Adalberg „J. Stoka, M. Pudłowskiego i J.A. Kmity powieści wierszowane”, Kraków 1897, BPP nr 33 (parafraza z połączenia ks. IV Eneidy Wergiliusza i listu Dydony do Eneasza z Heroid Owidiusza)

### Wydanie zbiorowe
- Melchior Pudłowski i jego pisma, wyd. T. Wierzbowski, Warszawa 1898, Biblioteka Zapomnianych Poetów i Prozaików Polskich XVI-XVIII w., zeszyt 10 (nie zawiera poematu Dydo)